# جوزفين ديانا
جوزفين ديانا (بالفرنسية: Laure Diana)‏ هي ممثلة فرنسية، ولدت في 6 فبراير 1897 بباريس في فرنسا، وتوفيت بنفس المكان في 16 ديسمبر 1980.

## وصلات خارجية
- جوزفين ديانا على موقع IMDb (الإنجليزية)
- جوزفين ديانا على موقع ميوزك برينز (الإنجليزية)
- جوزفين ديانا على موقع قاعدة بيانات الأفلام السويدية (السويدية)
- جوزفين ديانا على موقع قاعدة بيانات الفيلم (الإنجليزية)
- جوزفين ديانا على موقع كينوبويسك (الروسية)